# Чемпіонат України з ралі 1998
Чемпіонат України з ралі 1998 – V чемпіонат з автомобільного ралі за часів незалежної України. Складався з п’яти етапів, які проходили в Херсоні (два етапи), Львові (два етапи) та Дніпродзержинську (нині Кам’янське). В чемпіонаті взяли участь 38 перших та 38 других пілотів, які були представниками 4 регіональних автомобільних клубів.

## Заліки та нарахування очок

### Особистий залік
Чемпіонат України з ралі 1998 року розігрувався в абсолютному заліку та в чотирьох залікових класах: 7, 8, 9 та 12. До заліку йшли чотири кращі результати, показані кожним пілотом протягом чемпіонату. Очки в особистому заліку нараховувались окремо першим та другим пілотам (штурманам) за перші десять позицій на кожному етапі згідно наступної таблиці:
| Місце в заліку | 1  | 2  | 3  | 4  | 5 | 6 | 7 | 8 | 9 | 10 |
| Кількість очок | 20 | 15 | 12 | 10 | 8 | 6 | 4 | 3 | 2 | 1  |

Після трирічної перерви в чемпіонаті знов було введено обмеження щодо мінімальної кількості в десять учасників в кожному окремому заліку за підсумками всього турніру. Оскільки в залікових класах 9 (серед других пілотів) та 12 вказаного кворуму не було, ці заліки було визнано такими, що не відбулись, а їхні переможці не отримали офіційних чемпіонських титулів.

### Командний залік
В чемпіонаті України з ралі 1998 року востаннє в історії існувало три окремі командні заліки – серед територіальних клубів, клубних команд та фірмових команд. В підсумкову турнірну таблицю кожного заліку йшли очки, набрані клубами або командами на всіх етапах чемпіонату. 
Очки, набрані територіальними клубами та клубними командами на кожному етапі, складались з очок, набраних двома кращими представниками команди у відповідних класах. Очки, набрані фірмовими командами на кожному етапі, складались з очок, набраних двома кращими представниками команди у відповідних класах, та половини очок, набраних ними ж в абсолютному заліку.

### Коефіцієнти
На відміну від попереднього чемпіонату, в 1998 році підвищуючий коефіцієнт 1,5 отримали вже два найскладніші змагання – Ралі Карпати та Ралі Чумацький Шлях. Це означало, що всі залікові очки, набрані пілотами та штурманами на цих змаганнях, множились на 1,5.

## Календар змагань та переможці етапів
Порівняно з попередніми роками з календаря чемпіонату 1998 року зник одеський етап, але дебютувала нова гонка в Дніпродзержинську. Також в ралійному середовищі ходили чутки про можливість проведення шостого етапу в Києві, але вони лишились тільки розмовами.
| Дата     | Змагання             | Залік   | Переможці                | Переможці           | Переможці                 |
| Дата     | Змагання             | Залік   | Пілот                    | Штурман             | Автомобіль                |
| -------- | -------------------- | ------- | ------------------------ | ------------------- | ------------------------- |
| 30-31.05 | Ралі Карпати         | Абсолют | Олександр Салюк-старший  | Сергій Томчані      | Ford Escort Cosworth      |
| 30-31.05 | Ралі Карпати         | Клас 8  | Валентин Марчук          | Леонід Косянчук     | ВАЗ-2108                  |
| 30-31.05 | Ралі Карпати         | Клас 9  | Олександр Андріященко    | Анатолій Майстренко | ВАЗ-2108                  |
| 30-31.05 | Ралі Карпати         | Клас 12 | Олександр Салюк-старший  | Сергій Томчані      | Ford Escort Cosworth      |
| 18-19.07 | Ралі Скіф            | Абсолют | Андрій Александров       | Іван Герман         | Lancia Delta HF Integrale |
| 18-19.07 | Ралі Скіф            | Клас 7  | Станіслав Трахимович     | Павло Трахимович    | ВАЗ-2108                  |
| 18-19.07 | Ралі Скіф            | Клас 8  | Руслан Железко           | Валерій Розиграєв   | ВАЗ-2108                  |
| 18-19.07 | Ралі Скіф            | Клас 9  | Олександр Андріященко    | Анатолій Майстренко | ВАЗ-2108                  |
| 18-19.07 | Ралі Скіф            | Клас 12 | Андрій Александров       | Іван Герман         | Lancia Delta HF Integrale |
| 26-27.09 | Ралі Дніпро          | Абсолют | Василь Ростоцький        | Віктор Балін        | Mitsubishi Lancer Evo IV  |
| 26-27.09 | Ралі Дніпро          | Клас 7  | Станіслав Трахимович     | Павло Трахимович    | ВАЗ-2108                  |
| 26-27.09 | Ралі Дніпро          | Клас 8  | Валерій Разумовський     | Євген Понєдєльник   | ВАЗ-2108                  |
| 26-27.09 | Ралі Дніпро          | Клас 9  | Володимир Петренко       | Ігор Полутов        | Renault Clio Williams     |
| 26-27.09 | Ралі Дніпро          | Клас 12 | Василь Ростоцький        | Віктор Балін        | Mitsubishi Lancer Evo IV  |
| 09-11.10 | Ралі Чумацький Шлях  | Абсолют | Василь Ростоцький        | Віктор Балін        | Mitsubishi Lancer Evo IV  |
| 09-11.10 | Ралі Чумацький Шлях  | Клас 7  | Анатолій Лакушев         | Олег Зорькін        | ЗАЗ-1102                  |
| 09-11.10 | Ралі Чумацький Шлях  | Клас 8  | Руслан Железко           | Валерій Розиграєв   | ВАЗ-2108                  |
| 09-11.10 | Ралі Чумацький Шлях  | Клас 9  | Олександр Андріященко    | Анатолій Майстренко | ВАЗ-2108                  |
| 09-11.10 | Ралі Чумацький Шлях  | Клас 12 | Василь Ростоцький        | Віктор Балін        | Mitsubishi Lancer Evo IV  |
| 13-15.11 | Ралі Львівська Осінь | Абсолют | Василь Ростоцький        | Віктор Балін        | Mitsubishi Lancer Evo IV  |
| 13-15.11 | Ралі Львівська Осінь | Клас 7  | Анатолій Лакушев         | Олег Зорькін        | ЗАЗ-1102                  |
| 13-15.11 | Ралі Львівська Осінь | Клас 8  | Олександр Салюк-молодший | Олександр Горбік    | ВАЗ-2108                  |
| 13-15.11 | Ралі Львівська Осінь | Клас 9  | Володимир Петренко       | Ігор Полутов        | Renault Clio Williams     |
| 13-15.11 | Ралі Львівська Осінь | Клас 12 | Василь Ростоцький        | Віктор Балін        | Mitsubishi Lancer Evo IV  |

## Призери чемпіонату

### Абсолютний залік
| Місце | Пілот                 | Місто      | Набрані очки на етапах | Набрані очки на етапах | Набрані очки на етапах | Набрані очки на етапах | Набрані очки на етапах | Сума | Результат |
| Місце | Пілот                 | Місто      | 1                      | 2                      | 3                      | 4                      | 5                      | Сума | Результат |
| ----- | --------------------- | ---------- | ---------------------- | ---------------------- | ---------------------- | ---------------------- | ---------------------- | ---- | --------- |
| 1     | Василь Ростоцький     | Львів      | 22,5                   | 0                      | 20                     | 30                     | 20                     | 92,5 | 92,5      |
| 2     | Олександр Андріященко | Одеса      | 12                     | 10                     | 8                      | 18                     | 8                      | 56   | 48        |
| 3     | Руслан Железко        | Кривий Ріг | 0                      | 12                     | 10                     | 15                     | 2                      | 39   | 39        |

### Клас 7
Автомобілі з робочим обсягом двигуна до 1300 см. куб.
| Місце | Пілот                | Місто     | Набрані очки на етапах | Набрані очки на етапах | Набрані очки на етапах | Набрані очки на етапах | Набрані очки на етапах | Сума | Результат |
| Місце | Пілот                | Місто     | 1                      | 2                      | 3                      | 4                      | 5                      | Сума | Результат |
| ----- | -------------------- | --------- | ---------------------- | ---------------------- | ---------------------- | ---------------------- | ---------------------- | ---- | --------- |
| 1     | Анатолій Лакушев     | Запоріжжя | 0                      | 0                      | 15                     | 30                     | 20                     | 65   | 65        |
| 2     | Костянтин Доценко    | Херсон    | 0                      | 12                     | 6                      | 22,5                   | 12                     | 52,5 | 46,5      |
| 3     | Станіслав Трахимович | Маріуполь | 0                      | 20                     | 20                     | 0                      | 0                      | 40   | 40        |

### Клас 8
Автомобілі з робочим обсягом двигуна до 1600 см. куб.
| Місце | Пілот                | Місто            | Набрані очки на етапах | Набрані очки на етапах | Набрані очки на етапах | Набрані очки на етапах | Набрані очки на етапах | Сума | Результат |
| Місце | Пілот                | Місто            | 1                      | 2                      | 3                      | 4                      | 5                      | Сума | Результат |
| ----- | -------------------- | ---------------- | ---------------------- | ---------------------- | ---------------------- | ---------------------- | ---------------------- | ---- | --------- |
| 1     | Руслан Железко       | Кривий Ріг       | 0                      | 20                     | 15                     | 30                     | 10                     | 75   | 75        |
| 2     | Павло Шарашидзе      | Херсон           | 18                     | 0                      | 12                     | 22,5                   | 12                     | 64,5 | 64,5      |
| 3     | Валерій Разумовський | Дніпродзержинськ | 22,5                   | 0                      | 20                     | 0                      | 15                     | 57,5 | 57,5      |

### Клас 9
Автомобілі з робочим обсягом двигуна до 2000 см. куб.
| Місце | Пілот                 | Місто | Набрані очки на етапах | Набрані очки на етапах | Набрані очки на етапах | Набрані очки на етапах | Набрані очки на етапах | Сума | Результат |
| Місце | Пілот                 | Місто | 1                      | 2                      | 3                      | 4                      | 5                      | Сума | Результат |
| ----- | --------------------- | ----- | ---------------------- | ---------------------- | ---------------------- | ---------------------- | ---------------------- | ---- | --------- |
| 1     | Олександр Андріященко | Одеса | 30                     | 20                     | 15                     | 30                     | 15                     | 110  | 95        |
| 2     | Борис Донськой        | Київ  | 0                      | 15                     | 10                     | 22,5                   | 12                     | 59,5 | 59,5      |
| 3     | Володимир Петренко    | Київ  | 0                      | 0                      | 20                     | 0                      | 20                     | 40   | 40        |

### Клас 12
Автомобілі з робочим обсягом двигуна до 3500 см. куб.
| Місце | Пілот              | Місто | Набрані очки на етапах | Набрані очки на етапах | Набрані очки на етапах | Набрані очки на етапах | Набрані очки на етапах | Сума | Результат |
| Місце | Пілот              | Місто | 1                      | 2                      | 3                      | 4                      | 5                      | Сума | Результат |
| ----- | ------------------ | ----- | ---------------------- | ---------------------- | ---------------------- | ---------------------- | ---------------------- | ---- | --------- |
| 1     | Василь Ростоцький  | Львів | 22,5                   | 0                      | 20                     | 30                     | 20                     | 92,5 | 92,5      |
| 2     | Микола Нікітюк     | Одеса | 0                      | 15                     | 12                     | 18                     | 15                     | 60   | 60        |
| 3     | Андрій Александров | Київ  | 18                     | 20                     | 0                      | 0                      | 0                      | 38   | 38        |

### Територіальні автоклуби
| Місце | Клуб           | Місто  | Набрані очки на етапах | Набрані очки на етапах | Набрані очки на етапах | Набрані очки на етапах | Набрані очки на етапах | Сума  | Результат |
| Місце | Клуб           | Місто  | 1                      | 2                      | 3                      | 4                      | 5                      | Сума  | Результат |
| ----- | -------------- | ------ | ---------------------- | ---------------------- | ---------------------- | ---------------------- | ---------------------- | ----- | --------- |
| 1     | Херсонський АК | Херсон | 63                     | 42                     | 42                     | 75                     | 50                     | 272   | 272       |
| 2     | Одеський АК    | Одеса  | 22,5                   | 30                     | 35                     | 30                     | 37                     | 154,5 | 154,5     |
| 3     | КМАМК          | Київ   | 18                     | 0                      | 40                     | 37,5                   | 32                     | 127,5 | 127,5     |

### Клубні команди
| Місце | Команда            | Місто | Набрані очки на етапах | Набрані очки на етапах | Набрані очки на етапах | Набрані очки на етапах | Набрані очки на етапах | Сума | Результат |
| Місце | Команда            | Місто | 1                      | 2                      | 3                      | 4                      | 5                      | Сума | Результат |
| ----- | ------------------ | ----- | ---------------------- | ---------------------- | ---------------------- | ---------------------- | ---------------------- | ---- | --------- |
| 1     | Інтер Спорт Сервіс | Одеса | 0                      | 30                     | 15                     | 30                     | 22                     | 97   | 97        |
| 2     | Авіакомпанія Хорс  | Київ  | 60                     | 0                      | 0                      | 0                      | 20                     | 80   | 80        |
| 3     | Ралі Клуб          | Київ  | 0                      | 0                      | 20                     | 37,5                   | 0                      | 57,5 | 57,5      |

### Фірмові команди
| Місце | Команда           | Місто            | Набрані очки на етапах | Набрані очки на етапах | Набрані очки на етапах | Набрані очки на етапах | Набрані очки на етапах | Сума   | Результат |
| Місце | Команда           | Місто            | 1                      | 2                      | 3                      | 4                      | 5                      | Сума   | Результат |
| ----- | ----------------- | ---------------- | ---------------------- | ---------------------- | ---------------------- | ---------------------- | ---------------------- | ------ | --------- |
| 1     | СІМ-ТІМ           | Одеса            | 51,75                  | 48,5                   | 31                     | 60                     | 34,5                   | 225,75 | 225,75    |
| 2     | Росава Мотор Ньюс | Біла Церква      | 39,75                  | 0                      | 32                     | 58,5                   | 25,5                   | 155,75 | 155,75    |
| 3     | МСК Рейнфорд      | Дніпродзержинськ | 0                      | 0                      | 53,5                   | 0                      | 56                     | 109,5  | 109,5     |

## Статистика

### Кількість учасників
| Залік   | Перші пілоти | Другі пілоти |
| ------- | ------------ | ------------ |
| Абсолют | 38           | 38           |
| Клас 7  | 10           | 11           |
| Клас 8  | 10           | 11           |
| Клас 9  | 10           | 8*           |
| Клас 12 | 8*           | 9*           |

* – через недостатню загальну кількість учасників заліки було визнано такими, що не відбулись.

### Переможці спецділянок
| Пілот                   | Виграні СД |
| ----------------------- | ---------- |
| Василь Ростоцький       | 32         |
| Олександр Салюк-старший | 22         |
| Андрій Александров      | 10         |
| Микола Нікітюк          | 1          |

## Цікаві факти
- Чемпіонат України 1998 року став другим та останнім в історії сезоном, в якому окремі етапи в абсолютному заліку вигравали пілоти на автомобілях Ford, Mitsubishi та Lancia. Загалом в призову трійку протягом сезону потрапляли спортсмени на автомобілях шести брендів – крім названих вище, це були також Mazda, Renault та Lada.

- Перемога Андрія Александрова в Ралі Скіф 1998 року стала останньою для автомобілів Lancia Delta HF Integrale в чемпіонаті України з ралі[6].

- Перемога Володимира Петренка на автомобілі Renault Clio Williams в заліку 9 класу на Ралі Дніпро 1998 року стала першою в історії чемпіонатів України перемогою автомобіля з приводом на одну вісь, виробленого не в СРСР.

- В чемпіонаті України 1998 року вперше стартував за кермом в професійному ралі майбутній рекордсмен за кількістю титулів абсолютного чемпіона України – Олександр Салюк-молодший. Це сталось на четвертому етапі чемпіонату, Ралі Чумацький Шлях[7]. Пізніше того ж року, на Ралі Карпати, він здобув свою першу перемогу в заліковому класі 8.